# Sylvánské červené
Sylvánské červené (zkratka SČ, název dle VIVC Silvaner Rot) je stará moštová odrůda révy vinné (Vitis vinifera). Původ je nejasný, odrůda může být mutací odrůdy Sylvánské zelené, VIVC ji uvádí jako křížence odrůd Oesterreichisch Weiss (mutaci Gouais blanc) a Tramín červený, tzn. stejný původ jako u odrůdy Sylvánské zelené.

## Popis
Réva vinná (Vitis vinifera) odrůda Sylvánské červené je jednodomá dřevitá pnoucí liána dorůstající v kultuře až několika metrů. Kmen tloušťky až několik centimetrů je pokryt světlou borkou, která se loupe v pruzích. Úponky umožňují této rostlině pnout se po tvrdých předmětech. Růst je bujný. Včelka je silně ochlupená, bělavě zelená. Vrcholek letorostu je bělavě zelený s lehce načervenalým odstínem na okrajích, ochlupený. Letorosty jsou světle zelené, hnědě tečkované, internodia jsou krátká, jednoleté réví je červenohnědé barvy, tmavěji tečkované.
Listy jsou středně veliké, okrouhlé, světle zelené, lesklé na povrchu, třílaločnaté se středně hlubokými výkroji, na spodní straně velmi jemně chloupkaté, se štětinkatými žilkami. Zoubkování na okraji listu je středně výrazné, řapíkový výkroj je lyrovitý, překrytý s průsvitem, polootevřený až otevřený, boční výkroje jdou až do poloviny čepele. Řapík listu je kratší, narůžovělý až červený. Nervatura listu je světle zelená, na rubu vystouplá. Listy na podzim zežloutnou.
Oboupohlavní pětičetné květy v hroznovitých květenstvích jsou žlutozelené, samosprašné. Plodem je středně velká, mírně oválná bobule, někdy deformovaná nahloučením v hroznu, její slupka je tenká, růžová až fialová, dužina je řídká, sladká, neutrální chuti, má málo kyselin. V některých letech, zvláště při redukované sklizni, jsou bobule barvy temně červené až modré, při velkých sklizních jsou i při plné zralosti zelenavě až slabě červené, takže budí dojem nezralosti. Hrozny jsou malé až středně veliké (119 g), válcovitě-kuželovité, husté a dosti kompaktní, na dlouhé stopce.

## Původ a rozšíření
Sylvánské červené je stará moštová odrůda vinné révy (Vitis vinifera), podle všech známek barevná mutace Sylvánského zeleného. Dokladem je častý výskyt mutací barvy bobulí nejrůznějšího druhu, kdy se objevují hrozny červené i zelené na jednom keři a mnohdy také hrozny dvoubarevné, s bobulemi zelenými či dokonce pruhovanými (tzv. chiméra). Tento jev býval pozorován v různých vinařských oblastech. Ve starší literatuře bývá také někdy uváděno, že se jedná o variantu odrůdy Pinot Noir s většími bobulemi (Bodensee Burgunder), pro toto tvrzení však neexistují žádné důkazy.
Sylvánské červené bylo poměrně hojně rozšířeno v okolí Bratislavy a též na Moravě, zde se pěstovalo dosti často na Znojemsku a společně se Sylvánským zeleným také na Hustopečsku, kde se uchovaly ojedinělé zbytky této odrůdy ve vinicích. V Čechách bylo Sylvánské červené roztroušeno ve vinicích na Litoměřicku, kde bývalo dosti oblíbeno, má totiž oproti Sylvánskému zelenému vyšší výnosy. Odrůdu najdeme vzácněji ještě v Rakousku, na Slovensku a v Německu. Ve Státní odrůdové knize České republiky není odrůda zapsána. Vinařský zákon povoloval u nás z této odrůdy vyrábět víno v kategorii zemských vín až do roku 2010, nicméně ve vyhlášce č. 323/2004 Sb. po novele vyhláškou č. 28/2010 Sb. již mezi odrůdami, ze kterých je dovoleno vyrábět zemská vína, není uvedena.

## Název
Název dal odrůdě římský (původně patrně Etruský) bůh Silvanus (též Sylvanus), který byl nejprve ochráncem lesů, později byl považován i za ochránce ovocných stromů, vinohradů a zemědělství vůbec. Ostatně z provincií Pannonia a Noricum se s Římany dostala réva na Moravu již ve 3. století po Kr. Další, lokálně používaná synonyma odrůdy Sylvánské červené jsou : Cinyfál červený, Cirfandler, Oesterreicher Roth, Piros Cirfandli, P. Szilvani, Rifai Piros, Roter Silvaner, Schönfeiler Roth, Silvain Rouge, Silvanac Rdeci, Silvane Roz (Rumunsko), Szilvani Piros (Maďarsko), Zierfandler Rot (mylně)

## Pěstování
Dobou zrání a celým vegetačním cyklem se odrůda neliší od Sylvánského zeleného. Na Hustopečsku se seřezává na dvojoké čípky a sází se řidčeji (1,3-1,5 m). Hodí se pro většinu vedení, snáší dobře i krátký řez, vhodné podnože jsou SO-4, T 5C, Cr 2, 125 AA. Plodnost je střední, 8-12 t/ha při cukernatosti moštu 15-19 °NM a aciditě 8-11 g/l.

### Choroby a škůdci
Bobule v hustých hroznech jsou velmi náchylné k hnilobě, při deštivém počasí v době zrání často praskají. Odrůda je také velmi citlivá vůči mrazu, houbovým chorobám odolává průměrně, při běžné chemické ochraně dalšími chorobami příliš netrpí.

### Poloha a půdy
Odrůda vyžaduje dobrá, proti mrazu chráněná stanoviště, doporučované jsou spíše hlinité půdy s dostatkem spodní vody, nevhodné jsou půdy suché a s vyšším obsahem vápníku.

## Víno
Víno z odrůdy Sylvánské červené bylo považováno za víno vyšší kvality, než Sylvánské zelené. Barva je vzhledem k barevné slupce bobulí výrazně zlatožlutá, při včasném zpracování hroznů se zeleným reflexem, vůně je chlebnatá, připomíná svatojánský chléb, objevují se též zralé žluté plody a jemné bylinkové tóny. Chuť je plná, harmonická, lehce kořenitá, vláčně glycerinová. Vhodnost k archivaci je při dostatku kyselin střední. Hrozny sloužily často i k přímé konzumaci, pokud nejsou zasaženy hnilobou, jsou chutné, s tenkou slupkou, atraktivního vzhledu. Z tohoto důvodu bývala odrůda poměrně oblíbená v Čechách.

## Stolování
Neutrální víno Sylvánského červeného neovlivňuje chuť jídel. Přívlastková vína se podávají samostatně a jsou oblíbená hlavně těmi, kdo jsou citlivější na vyšší obsah kyselin v bílých vínech. Toto plné, neutrální, harmonické víno mívá nižší obsah kyselin

### Multimédia
- Ing. Radek Sotolář : Multimediální atlas podnožových, moštových a stolních odrůd révy, Mendelova zemědělská a lesnická universita Brno, zahradnická fakulta v Lednici
- Martin Šimek : Encyklopédie všemožnejch odrůd révy vinné z celýho světa s přihlédnutím k těm, co již ouplně vymizely, 2008-2012